# 카타리나 잉엘만순드베리
카타리나 마리아 프레드리카 잉엘만순드베리(Catharina Maria Fredrika Ingelman-Sundberg, 1948년 1월 10일 ~ )는 스웨덴의 작가, 소설가, 고고학자이다.
의사인 부모 아래에서 태어났고 역사학, 고고학, 민족학 등을 공부했다. 15년 동안 수중 고고학자로 지냈으며 스웨덴 스톡홀름 해양 박물관, 노르웨이 오슬로 해양 박물관, 오스트레일리아 웨스턴오스트레일리아 박물관에서 일했다. 1989년부터 2010년까지 스웨덴 일간지 《스벤스카 다그블라데트》에 글을 기고했다. 작가로서 소설, 에세이 등 여러 분야의 책을 펴냈고 1999년 역사 소설로 라르스 비딩상을 받았다.
2012년 발표한 《감옥에 가기로 한 메르타 할머니》로 베스트셀러 작가의 반열에 올랐다. 2014년과 2016년에 각각 후속작을 발표하였다. 이 시리즈는 스웨덴에서 70만 부, 전 세계적으로 200만 부 넘게 판매되었으며 스웨덴 공영 방송 SVT에서 드라마로 제작될 예정이다.

## 저서

### 소설
- Kampen mot bränningarna (1991)
- Vikingablot (1995)
- Vikingasilver (1997)
- Vikingaguld (1999)
- Mäktig mans kvinna (2001)
- Brännmärkt (2006)
- Förföljd (2007)
- Befriad (2009)
- Tempelbranden (2010)
- Kaffe med rån|Kaffe med Rån (2012) 《감옥에 가기로 한 메르타 할머니》, 정장진 옮김(열린책들, 2016)
- Låna är silver Råna är Guld (2014) 《메르타 할머니, 라스베이거스로 가다》, 정장진 옮김(열린책들, 2017)
- Rån och inga visor (2016) 《메르타 할머니의 우아한 강도 인생》, 정장진 옮김(열린책들, 2018)

### 논픽션
- Marinarkeologi - dykaren, arkeologen, fynden (1985)
- Boken om vikingarna (1998)
- Stockholms dolda museer (2000)
- Forntida kvinnor (2004)

### 기타
- Den svarta ejderungen (1991)
- Bland hajar, karlar och vrak (1995)
- Tantlexikon (2004)